# Phorocerosoma pilipes
Phorocerosoma pilipes är en tvåvingeart som först beskrevs av Villeneuve 1916.  Phorocerosoma pilipes ingår i släktet Phorocerosoma och familjen parasitflugor. Inga underarter finns listade i Catalogue of Life.